# Kamyšinskij rajon
Il Kamyšinskij rajon (in russo Камышинский район?) è un rajon dell'oblast' di Volgograd, in Russia, il cui capoluogo è Kamyšin. Istituito nel 1928, ricopre una superficie di 3.563 chilometri quadrati e nel 2021 ospitava una popolazione di circa 41.000 abitanti.

## Villaggi
- Antipovka